# Бос-ла-Ромен
Бос-ла-Ромен (фр. Beauce la Romaine) — муніципалітет у Франції, у регіоні Центр — Долина Луари, департамент Луар і Шер. Бос-ла-Ромен утворено 1 січня 2016 року шляхом злиття муніципалітетів Ла-Коломб, Мамброль, Узуе-ле-Марше, Пренувеллон, Семервіль, Триплевіль i Верд. Адміністративним центром муніципалітету є Узуе-ле-Марше. Населення — 3393 особи (01.01.2021).